# MTV Video Music Award para Melhor Direção
O MTV Video Music Award para Melhor Direção (em inglês, MTV Video Music Award for Best Direction) é um prêmio dado ao artista, ao gerente do artista e ao diretor do videoclipe no MTV Video Music Awards anualmente, apresentado pela primeira vez na cerimônia de 1984. De 1984 a 2006, o nome completo do prêmio foi Melhor Direção em um Vídeo, e em 2007 foi brevemente renomeado para Melhor Direção. A categoria adquiriu o seu nome atual na cerimônia de 2008. Os vencedores mais frequentes são Spike Jonze e David Fincher com três vitórias cada, embora uma das vitórias de Jonze seja creditada como o "Torrance Community Dance Group".
O diretor mais indicados é David Fincher com oito. Notavelmente, sete das induções de Fincher foram feitas num período de três anos (1989–1991), uma vez que ele foi nomeado três vezes, tanto em 1989 como em 1990. A última nomeação (e vitória) de Fincher ocorreu mais de vinte anos depois, em 2013, pelo seu trabalho em "Suit & Tie" de Justin Timberlake. Ele é seguido por Dave Meyers com sete indicações e Francis Lawrence com seis. Hype Williams é o diretor com mais indicações e sem vitórias em cinco.
A artista cujos vídeos ganharam mais prêmios é Madonna, cujos vídeos ganharam três prêmios de direção. No entanto, os vídeos de Eminem receberam o maior número de indicações com sete. Taylor Swift é a única artista a ter ganho dois prêmios nesta categoria por seu trabalho de direção em "The Man" e All Too Well: The Short Film. Cinco outros artistas ganharam um prêmio nesta categoria por seu trabalho na direção/co-direção de seus vídeos: George Michael ("Father Figure"), Beck ("The New Pollution"), Erykah Badu ("Honey"), Adam Yauch do Beastie Boys ("Make Some Noise"), Kendrick Lamar ("Alright" e "Humble", como parte de The Little Homies), e Lil Nas X ("Montero (Call Me by Your Name)"). Outros nove artistas foram indicados por seu trabalho de co-direção/direção de vídeos: Busta Rhymes, Missy Elliott, Christina Aguilera, Jared Leto (como Bartholomew Cubbins), Ryan Lewis, Bruno Mars, Billie Eilish, Tyler, the Creator (como Wolf Haley) e Travis Scott.

## Vencedores e indicados
| Ano  | Vencedor(a)                                                                   | Indicados | Ref.   |
| ---- | ----------------------------------------------------------------------------- | --- | ------ |
| 1984 | Tim Newman – "Sharp Dressed Man" de ZZ Top                                    | - "All of the Good Ones Are Taken" – Martin Kahan (interpretada por Ian Hunter) - "Dancing with Myself" – Tobe Hooper (interpretada por Billy Idol) - "Every Breath You Take" – Godley & Creme (interpretada por The Police) - "Gimme All Your Lovin'" – Tim Newman (interpretada por ZZ Top) - "I Want a New Drug" – David Rathod (interpretada por Huey Lewis and the News) - "Numbers with Wings" – Juliano Waldman (interpretada por The Bongos) - "Time After Time" – Edd Griles (interpretada por Cyndi Lauper) | [ 1 ]  |
| 1985 | Jean-Baptiste Mondino – "The Boys of Summer" de Don Henley                    | - "Dancin'" – Mary Lambert (interpretada por Chris Isaak) - "Don't Come Around Here No More" – Jeff Stein (interpretada por Tom Petty and the Heartbreakers) - "Don't You (Forget About Me)" – Daniel Kleinman (interpretada por Simple Minds) - "Run to You" – Steven Barron (interpretada por Bryan Adams) - "Stranger in Town" – Steven Barron (interpretada por Toto) - "The Wild Boys" – Russell Mulcahy (interpretada por Duran Duran)                                                                          | [ 2 ]  |
| 1986 | Steven Barron – "Take on Me" de A-ha                                          | - "Burning House of Love" – Daniel Kleinman (interpretada por X) - "Money for Nothing" – Steven Barron (interpretada por Dire Straits) - "Rough Boy" – Steven Barron (interpretada por ZZ Top) - "Sex as a Weapon" – Daniel Kleinman (interpretada por Pat Benatar) | [ 3 ]  |
| 1987 | Stephen R. Johnson – "Sledgehammer" de Peter Gabriel                          | - "Don't Dream It's Over" – Alex Proyas (interpretada por Crowded House) - "Higher Love" – Peter Kagan e Paula Greif (interpretada por Steve Winwood) - "Land of Confusion" – Jim Yukich e John Lloyd (interpretada por Genesis) - "With or Without You" – Meiert Avis (interpretada por U2) | [ 4 ]  |
| 1988 | Andy Morahan e George Michael – "Father Figure" de George Michael             | - "Dear God" – Nicholas Brandt (interpretada por XTC) - "Learning to Fly" – Storm Thorgerson (interpretada por Pink Floyd) - "The One I Love" – Robert Longo (interpretada por R.E.M.) - "You Have Placed a Chill in My Heart" – Sophie Muller (interpretada por Eurythmics) | [ 5 ]  |
| 1989 | David Fincher – "Express Yourself" de Madonna                                 | - "Finish What Ya Started" – Andy Morahan (interpretada por Van Halen) - "Parents Just Don't Understand" – Scott Kalvert (interpretada por DJ Jazzy Jeff & The Fresh Prince) - "Real Love" – David Fincher (interpretada por Jody Watley) - "Roll with It" – David Fincher (interpretada por Steve Winwood) | [ 6 ]  |
| 1990 | David Fincher – "Vogue" de Madonna                                            | - "The End of the Innocence" – David Fincher (interpretada por Don Henley) - "Janie's Got a Gun" – David Fincher (interpretada por Aerosmith) - "Opposites Attract" – Michael Patterson e Candace Reckinger (interpretada por Paula Abdul) | [ 7 ]  |
| 1991 | Tarsem – "Losing My Religion" de R.E.M.                                       | - "Freedom! '90" – David Fincher (interpretada por George Michael) - "Silent Lucidity" – Matt Mahurin (interpretada por Queensrÿche) - "Wicked Game (Concept)" – Herb Ritts (interpretada por Chris Isaak) | [ 8 ]  |
| 1992 | Mark Fenske – "Right Now" de Van Halen                                        | - "Baby Got Back" – Adam Bernstein (interpretada por Sir Mix-a-Lot) - "Give It Away" – Stéphane Sednaoui (interpretada por Red Hot Chili Peppers) - "My Lovin' (You're Never Gonna Get It)" – Matthew Rolston (interpretada por En Vogue) | [ 9 ]  |
| 1993 | Mark Pellington – "Jeremy" de Pearl Jam                                       | - "Free Your Mind" – Mark Romanek (interpretada por En Vogue) - "Kiko and the Lavender Moon" – Ondrej Rudavsky (interpretada por Los Lobos) - "Man on the Moon" – Peter Care (interpretada por R.E.M.) | [ 10 ] |
| 1994 | Jake Scott – "Everybody Hurts" de R.E.M.                                      | - "Amazing" – Marty Callner (interpretada por Aerosmith) - "Sabotage" – Spike Jonze (interpretada por Beastie Boys) - "Sweet Lullaby" – Tarsem (interpretada por Deep Forest) | [ 11 ] |
| 1995 | Spike Jonze – "Buddy Holly" de Weezer                                         | - "Basket Case" – Mark Kohr (interpretada por Green Day) - "Scream" – Mark Romanek (interpretada por Michael Jackson e Janet Jackson) - "Waterfalls" – F. Gary Gray (interpretada por TLC) | [ 12 ] |
| 1996 | Jonathan Dayton e Valerie Faris – "Tonight, Tonight" de The Smashing Pumpkins | - "Big Me" – Jesse Peretz (interpretada por Foo Fighters) - "Ironic" – Stéphane Sednaoui (interpretada por Alanis Morissette) - "It's Oh So Quiet" – Spike Jonze (interpretada por Björk) | [ 13 ] |
| 1997 | Beck – "The New Pollution" de Beck                                            | - "The End Is the Beginning Is the End" – Joel Schumacher, Jonathan Dayton e Valerie Faris (interpretada por The Smashing Pumpkins) - "The Perfect Drug" – Mark Romanek (interpretada por Nine Inch Nails) - "The Rain (Supa Dupa Fly)" – Hype Williams (interpretada por Missy Elliott) - "Virtual Insanity" – Jonathan Glazer (interpretada por Jamiroquai) | [ 14 ] |
| 1998 | Jonas Åkerlund – "Ray of Light" de Madonna                                    | - "Gone Till November" – Francis Lawrence (interpretada por Wyclef Jean) - "Karma Police" – Jonathan Glazer (interpretada por Radiohead) - "Push It" – Andrea Giacobbe (interpretada por Garbage) - "Smack My Bitch Up" – Jonas Åkerlund (interpretada por The Prodigy) | [ 15 ] |
| 1999 | Torrance Community Dance Group – "Praise You" de Fatboy Slim                  | - "Freak on a Leash" – Todd McFarlane, Graham Morris, Jonathan Dayton e Valerie Faris (interpretada por Korn) - "My Name Is" – Dr. Dre e Phillip Atwell (interpretada por Eminem) - "No Scrubs" – Hype Williams (interpretada por TLC) - "What's It Gonna Be?!" – Hype Williams e Busta Rhymes (interpretada por Busta Rhymes com part. de Janet Jackson) | [ 16 ] |
| 2000 | Jonathan Dayton e Valerie Faris – "Californication" de Red Hot Chili Peppers  | - "Everything is Everything" – Sanji (interpretada por Lauryn Hill) - "Learn to Fly" – Jesse Peretz (interpretada por Foo Fighters) - "The Real Slim Shady" – Dr. Dre e Phillip Atwell (interpretada por Eminem) - "Untitled (How Does It Feel)" – Paul Hunter e Dominique Trenier (interpretada por D'Angelo) | [ 17 ] |
| 2001 | Spike Jonze – "Weapon of Choice" de Fatboy Slim                               | - "Imitation of Life" – Garth Jennings (interpretada por R.E.M.) - "Crawling" – Brothers Strause (interpretada por Linkin Park) - "Ms. Jackson" – F. Gary Gray (interpretada por OutKast) - "Stan" – Dr. Dre e Phillip Atwell (interpretada por Eminem com part. de Dido) | [ 18 ] |
| 2002 | Joseph Kahn – "Without Me" de Eminem                                          | - "Alive" – Francis Lawrence (interpretada por P.O.D.) - "By the Way" – Jonathan Dayton e Valerie Faris (interpretada por Red Hot Chili Peppers) - "One Minute Man" – Dave Meyers (interpretada por Missy Elliott com part. de Ludacris e Trina) - "This Train Don't Stop There Anymore" – David LaChapelle (interpretada por Elton John) | [ 19 ] |
| 2003 | Jamie Thraves – "The Scientist" de Coldplay                                   | - "Cry Me a River" – Francis Lawrence (interpretada por Justin Timberlake) - "The Hell Song" – Marc Klasfeld (interpretada por Sum 41) - "Hurt" – Mark Romanek (interpretada por Johnny Cash) - "Work It" – Dave Meyers e Missy Elliott (interpretada por Missy Elliott) | [ 20 ] |
| 2004 | Mark Romanek – "99 Problems" de Jay-Z                                         | - "The Hardest Button to Button" – Michel Gondry (interpretada por The White Stripes) - "Hey Ya!" – Bryan Barber (interpretada por OutKast) - "It's My Life" – David LaChapelle (interpretada por No Doubt) - "Walkie Talkie Man" – Michel Gondry (interpretada por Steriogram) | [ 21 ] |
| 2005 | Samuel Bayer – "Boulevard of Broken Dreams" de Green Day                      | - "Blue Orchid" – Floria Sigismondi (interpretada por The White Stripes) - "Get Right" – Francis Lawrence e Diane Martel (interpretada por Jennifer Lopez) - "Lose Control" – Dave Meyers e Missy Elliott (interpretada por Missy Elliott com part. de Ciara e Fatman Scoop) - "Vertigo" – Alex e Martin (interpretada por U2) | [ 22 ] |
| 2006 | Robert Hales – "Crazy" de Gnarls Barkley                                      | - "Dani California" – Tony Kaye (interpretada por Red Hot Chili Peppers) - "Miss Murder" – Marc Webb (interpretada por AFI) - "Testify" – Anthony Mandler (interpretada por Common) - "Wasteland" – Kevin Kerslake (interpretada por 10 Years) | [ 23 ] |
| 2007 | Samuel Bayer – "What Goes Around... Comes Around" de Justin Timberlake        | - "Beautiful Liar" – Jake Nava (interpretada por Beyoncé e Shakira) - "Candyman" – Matthew Rolston e Christina Aguilera (interpretada por Christina Aguilera) - "Stronger" – Hype Williams (interpretada por Kanye West) - "Umbrella" – Chris Applebaum (interpretada por Rihanna com part. de Jay-Z) - "What I've Done" – Joe Hahn (interpretada por Linkin Park) |        |
| 2008 | Erykah Badu e Mr. Roboto – "Honey" de Erykah Badu                             | - "Nine in the Afternoon" – Shane Drake (interpretada por Panic! at the Disco) - "Shadow of the Day" – Joe Hahn (interpretada por Linkin Park) - "Take a Bow" – Anthony Mandler (interpretada por Rihanna) - "When I Grow Up" – Joseph Kahn (interpretada por Pussycat Dolls) | [ 24 ] |
| 2009 | Marc Webb – "21 Guns" de Green Day                                            | - "Circus" – Francis Lawrence (interpretada por Britney Spears) - "Good Girls Go Bad" – Kai Regan (interpretada por Cobra Starship (com part. de Leighton Meester) - "Paparazzi" – Jonas Åkerlund (interpretada por Lady Gaga) - "Single Ladies (Put a Ring on It)" – Jake Nava (interpretada por Beyoncé) | [ 25 ] |
| 2010 | Francis Lawrence – "Bad Romance" de Lady Gaga                                 | - "Empire State of Mind" – Hype Williams (interpretada por Jay-Z e Alicia Keys) - "Funhouse" – Dave Meyers (interpretada por Pink) - "Kings and Queens" – Bartholomew Cubbins (interpretada por Thirty Seconds to Mars) - "Not Afraid" – Rich Lee (interpretada por Eminem) | [ 26 ] |
| 2011 | Adam Yauch – "Make Some Noise" de Beastie Boys                                | - "E.T." – Floria Sigismondi (interpretada por Katy Perry com part. de Kanye West) - "Hurricane" – Bartholomew Cubbins (interpretada por Thirty Seconds to Mars) - "Love the Way You Lie" – Joseph Kahn (interpretada por Eminem com part. de Rihanna) - "Rolling in the Deep" – Sam Brown (interpretada por Adele) | [ 27 ] |
| 2012 | Romain Gavras – "Bad Girls" de M.I.A.                                         | - "Big Bad Wolf" – Keith Schofield (interpretada por Duck Sauce) - "Otis" – Spike Jonze (interpretada por Jay Z e Kanye West com part. de Otis Redding) - "Princess of China" – Adria Petty e Alan Bibby (interpretada por Coldplay com part. de Rihanna) - "Swim Good" – Nabil Elderkin (interpretada por Frank Ocean) | [ 28 ] |
| 2013 | David Fincher – "Suit & Tie" de Justin Timberlake (com part. de Jay Z)        | - "Can't Hold Us" – Ryan Lewis, Jason Koenig e Jon Jon Augustavo (interpretada por Macklemore e Ryan Lewis com part. de Ray Dalton) - "Carry On" – Anthony Mandler (interpretada por Fun.) - "Sacrilege" – Megaforce (interpretada por Yeah Yeah Yeahs) - "Started from the Bottom" – Director X e Drake (interpretada por Drake) | [ 29 ] |
| 2014 | Daniels – "Turn Down for What" de DJ Snake e Lil Jon                          | - "The Monster" – Rich Lee (interpretada por Eminem com part. de Rihanna) - "Pretty Hurts" – Melina Matsoukas (interpretada por Beyoncé) - "Wrecking Ball" – Terry Richardson (interpretada por Miley Cyrus) - "The Writing's on the Wall" – Damian Kulash, Aaron Duffy e Bob Partington (interpretada por OK Go) | [ 30 ] |
| 2015 | Colin Tilley e the Little Homies – "Alright" de Kendrick Lamar                | - "Bad Blood" – Joseph Kahn (interpretada por Taylor Swift com part. de Kendrick Lamar) - "Sober" – Hiro Murai (interpretada por Childish Gambino) - "Take Me to Church" – Brendan Canty e Conal Thomson (interpretada por Hozier) - "Uptown Funk" – Bruno Mars e Cameron Duddy (interpretada por Mark Ronson com part. de Bruno Mars) | [ 31 ] |
| 2016 | Melina Matsoukas – "Formation" de Beyoncé                                     | - "Hello" – Xavier Dolan (interpretada por Adele) - "Lazarus" – Johan Renck (interpretada por David Bowie) - "The Less I Know the Better" – Canada (interpretada por Tame Impala) - "Up&Up" – Vania Heymann e Gal Muggia (interpretada por Coldplay) | [ 32 ] |
| 2017 | Dave Meyers e The Little Homies - "Humble." de Kendrick Lamar                 | - "24K Magic" – Cameron Duddy e Bruno Mars (interpretada por Bruno Mars) - "Chained to the Rhythm" – Mathew Cullen (interpretada por Katy Perry com part. de Skip Marley) - "Reminder" - Glenn Michael (interpretada por The Weeknd) - "Scars to Your Beautiful" - Aaron A (interpretada por Alessia Cara) | [ 33 ] |
| 2018 | Hiro Murai − "This Is America" de Childish Gambino                            | - "Apeshit" – Ricky Saix (interpretada por The Carters) - "God's Plan" – Karena Evans (interpretada por Drake) - "In My Blood" – Jay Martin (interpretada por Shawn Mendes) - "Perfect" – Jason Koenig (interpretada por Ed Sheeran) - "Say Something" – Arturo Perez Jr. (interpretada por Justin Timberlake com part. de Chris Stapleton) | [ 34 ] |
| 2019 | Calmatic – "Old Town Road (Remix)" de Lil Nas X com part. de Billy Ray Cyrus  | - "Bad Guy" – Dave Meyers (interpretada por Billie Eilish) - "Cellophane" – Andrew Thomas Huang (interpretada por FKA Twigs) - "Thank U, Next" – Hannah Lux Davis (interpretada por Ariana Grande) - "No New Friends" – Dano Cerny (interpretada por LSD) - "You Need to Calm Down – Taylor Swift e Drew Kirsch (interpretada por Taylor Swift) | [ 35 ] |
| 2020 | Taylor Swift – "The Man" de Taylor Swift                                      | - "Adore You" – Dave Meyers (interpretada por Harry Styles) - "Blinding Lights" – Anton Tammi (interpretada por The Weeknd) - "Don't Start Now" – Nabil (interpretada por Dua Lipa) - "Say So" – Hannah Lux Davis (interpretada por Doja Cat) - "Xanny" – Billie Eilish (interpretada por Billie Eilish) | [ 36 ] |
| 2021 | Lil Nas X e Tanu Muino – "Montero (Call Me by Your Name)" de Lil Nas X        | - "Franchise" – Travis Scott (interpretada por Travis Scott com part. de Young Thug e M.I.A.) - "Lumberjack" – Wolf Haley (interpretada por Tyler, the Creator) - "Popstar" (estrelado por Justin Bieber) – Julien Christian Lutz pka Director X (interpretada por DJ Khaled com part. de Drake) - "Willow" – Taylor Swift (interpretada por Taylor Swift) - "Your Power" – Billie Eilish (interpretada por Billie Eilish)                                                                                            | [ 37 ] |
| 2022 | Taylor Swift – All Too Well: The Short Film de Taylor Swift                   | - "Family Ties" – Dave Free (interpretada por Baby Keem e Kendrick Lamar) - "Happier Than Ever" – Billie Eilish (interpretada por Billie Eilish) - "Shivers" – Dave Meyers (interpretada por Ed Sheeran) - "As It Was" – Tanu Muino (interpretada por Harry Styles) - "Industry Baby" – Christian Breslauer (interpretada por Lil Nas X e Jack Harlow) | [ 38 ] |
| 2023 | Taylor Swift – "Anti-Hero" de Taylor Swift                                    | - "Attention" – Tanu Muiño (interpretada por Doja Cat) - "Count Me Out" – Dave Free e Kendrick Lamar (interpretada por Kendrick Lamar) - "Falling Back" – Director X (interpretada por Drake) - "Her" – Colin Tilley (interpretada por Megan Thee Stallion) - "Kill Bill" – Christian Breslauer (interpretada por SZA) - "Unholy" – Floria Sigismondi (interpretada por Sam Smith e Kim Petras) | [ 39 ] |